# Gronik (Brenna)
Gronik – część wsi Brenna w Polsce, położona w woj. śląskim, w pow. cieszyńskim, w gminie Brenna. Znajduje się na grzbiecie Gronika będącego bocznym ramieniem Trzech Kopców Wiślańskich.
W latach 1975–1998 Gronik położony był w województwie bielskim.